# Reprezentacja Białorusi na Mistrzostwach Europy w Wioślarstwie 2008
Reprezentacja Białorusi na Mistrzostwach Europy w Wioślarstwie 2008 liczyła 23 sportowców. Najlepszymi wynikami było 3. miejsce w dwójce bez sternika i ósemce kobiet oraz czwórce bez sternika mężczyzn.

## Medale

### Złote medale
Brak

### Srebrne medale
Brak

### Brązowe medale
dwójka bez sternika (W2-): Wolha Szczarbaczenia-Żylska, Taciana Kuchta
czwórka bez sternika (M4-): Andrej Dziamjanienka, Wadzim Lalin, Jauhien Nosau, Alaksandr Kazubouski
ósemka (W8+): Aliza Klimowicz, Wolha Maroz, Kaciaryna Jarmolicz, Hanna Nachajewa, Natalla Helach, Wolha Szczarbaczenia-Żylska, Taciana Kuchta, Julija Biczyk, Nastassia Kaciaszowa

## Wyniki

### Konkurencje mężczyzn
- dwójka podwójna (M2x): Dzianis Mihal, Stanisłau Szczarbaczenia – 9. miejsce
- czwórka bez sternika (M4-): Andrej Dziamjanienka, Wadzim Lalin, Jauhien Nosau, Alaksandr Kazubouski – 3. miejsce
- czwórka podwójna (M4x): Kirył Lemiaszkiewicz, Walery Radziewicz, Paweł Szurmiej, Dzianis Surawiec – 9. miejsce

### Konkurencje kobiet
- dwójka bez sternika (W2-): Wolha Szczarbaczenia-Żylska, Taciana Kuchta – 3. miejsce
- dwójka podwójna wagi lekkiej (LW2x): Sniażana Ciszkiewicz, Hanna Bandarewicz – 7. miejsce
- ósemka (W8+): Aliza Klimowicz, Wolha Maroz, Kaciaryna Jarmolicz, Hanna Nachajewa, Natalla Helach, Wolha Szczarbaczenia-Żylska, Taciana Kuchta, Julija Biczyk, Nastassia Kaciaszowa – 3. miejsce